# Bagualero
De bagualero is de benaming voor de cowboy zoals deze in Patagonië voor komt. De bagualero jaagt voornamelijk op verwilderde runderen, door hun bagual genoemd, om ze levend te vangen en te verkopen. Bij gebrek aan bagual, wat het best als 'woest rund' vertaald kan worden,  worden ook wilde paarden gevangen maar deze zijn moeilijker te vangen omdat ze erg schichtig zijn en leveren minder op. Het vangen van de verwilderde runderen is gevaarlijk werk, het gebied waarin gewerkt wordt is een wildernis zonder wegen en vooral de stieren kunnen erg agressief zijn. Het gebied waar de Bagualero's op de meest traditionele manier werkten, Sutherland, ligt ten zuidoosten van het nationale park Torres del Paine op het schiereiland tussen dit park en de plaats Puerto Natales. 

## Traditionele vangstmethode
De bagual worden gevangen met lasso's, om door het ruige terrein te komen wordt van paarden gewerkt. Er wordt nauw samengewerkt met een roedel honden die de prooi opjagen en verzwakken door deze aan te vallen. Er wordt zo veel mogelijk aandacht aan besteed de bagual alleen te vermoeien en niet te doden omdat een dode vangst alleen gebruikt kan worden om de mannen en honden te voeden, levende bagual kunnen op de veemarkt van Puerto Natales worden verkocht. Om de runderen te kunnen vervoeren worden ze soms dagen vastgebonden en afgemat tot ze mak genoeg zijn om achter een paard naar de boot te voeren.

## Geschiedenis
Vanaf ongeveer 1960 is in Sutherland een boerderij geweest waar runderen werden gehouden, deze is op een gegeven moment weer verlaten maar enkele runderen zijn achtergebleven. Door natuurlijke selectie zijn de achtergebleven runderen steeds groter en woester geworden. Vanaf de ranch Estantia Anna Maria is sindsdien gejaagd op de bagual die soms naar de boerderij werden gevoerd om aan de kudde toe te voegen en andere keren weer te verkopen in Puerto Natales wanneer extra inkomsten nodig waren. In recenter jaren is de ranch verkocht aan een rijke veeboer die een laatste keer het jagen op bagual heeft toegestaan. Mogelijk dat in de toekomst de traditie in ere kan worden gehouden met inkomsten uit het toerisme.